# Douglas Kennedy (scrittore)
Douglas Lawrence Kennedy (New York, 1º gennaio 1955) è uno scrittore statunitense.

## Biografia
Nato e cresciuto a Manhattan, è figlio di una coppia del ceto medio di origini irlandesi da parte di padre ed ebree tedesche da parte di madre. Si diploma alla Collegiate School, una scuola privata frequentata dai rampolli dell'élite cittadina come John Fitzgerald Kennedy Jr., il figlio di Leonard Bernstein e gli ereditieri della Seagram. Riceve il Bachelor of Arts in letteratura magna cum laude al Bowdoin College nel 1976.
Si trasferisce a Dublino all'età di 21 anni per lavorare a teatro, finendo per rimanervi 11 anni e dirigervi la seconda compagnia dell'Abbey Theatre dal 1978 al 1983. Le sue prime esperienze come scrittore sono dei drammi radiofonici per la RTÉ e la BBC, oltre ad un'opera teatrale di scarsa ricezione critica. Nel 1988 si trasferisce a Londra, dove pubblica quattro guide turistiche basate sui propri viaggi e scrive per diversi riviste culturali. Nel 1994 pubblica il suo primo romanzo, il giallo The Dead Heart, che riscuote un discreto successo e spinge la stampa a definirlo "il nuovo John Grisham". Dopo aver brevemente lavorato a una sceneggiatura poi scartata per l'adattamento cinematografico di The Dead Heart, farà seguire altri due apprezzati gialli, Morte di un fotografo (1997) e Ricatto (1999), per i quali verrà pagato ben un milione di dollari. Nel 2001 cambia completamente genere con Un amore senza fine, un melodramma ambientato nella New York del dopoguerra che, rifiutato da tutti gli editori americani a cui era stato sottoposto, si rivela un grande successo, vendendo oltre 350 000 copie nel Regno Unito.
Il successivo Polvere e stelle (2002) viene pubblicato direttamente a Parigi col titolo di Rien ne va plus, segnando l'inizio del suo rapporto privilegiato con la Francia. Lì, dove i suoi romanzi hanno venduto oltre 9 milioni di copie, Kennedy ha goduto di un successo costante di pubblico e critica per tutta la sua carriera. Nel 2007, anno in cui è stato insignito del Cavalierato dell'Ordine delle arti e delle lettere, il suo romanzo Margit vi ha venduto 200 000 copie in due mesi.
Tuttavia, ad eccezione di Morte di un fotografo e Ricatto, nessuna delle sue opere è mai stata pubblicata negli Stati Uniti fino al 2010, pur vendendo milioni di copie all'estero. Questa sua condizione di "straniero in patria", ha spinto la rivista Time ha definirlo «il più famoso scrittore americano di cui non avete mai sentito parlare» nel 2007. Kennedy ha attribuito questa situazione al suo «aver voluto provare delle strade nuove» a partire da Un amore senza fine anziché rimanere "nel ghetto" del giallo che lo aveva portato al successo. Time gli ha fatto eco a tal proposito, lodandone «il dono, o forse la maledizione, di trascendere i generi. I suoi thriller sono romantici, le sue storie d'amore avvincenti, e tutte ricche di riferimenti letterari e grandi interrogativi sull'amore e sulla vita».
Francofilo e francofono, Kennedy vive tra Parigi (prima a Saint-Germain-des-Prés e successivamente nei pressi del canal Saint-Martin), Londra (a Shoreditch), Berlino (a Prenzlauer Berg), l'isola di Gozo e il Maine. Ha due figli, dal suo primo matrimonio con la produttrice televisiva irlandese Grace Carley nel 1985.

## Romanzi
- The Dead Heart (1994)
- The Big Picture (1997)
  -  Morte di un fotografo, traduzione di Stefano Bortolussi, Segrate, Rizzoli, 1997, ISBN 978-88-17-20429-3.
- The Job (1998)
  -  Ricatto, traduzione di Anna Maria Biavasco e Valentina Guani, Segrate, Rizzoli, 1999, ISBN 978-88-17-86049-9.
- The Pursuit of Happiness (2001)
  -  Un amore senza fine, traduzione di Gian Maria Giughese, Segrate, Sperling & Kupfer, 2002, ISBN 978-88-20-03339-2.
- Losing It (2002; prima edizione in Francia come Rien ne va plus, edito in inglese nel 2006 come Temptation)
  -  Polvere e stelle, traduzione di Gian Maria Giughese, Segrate, Sperling & Kupfer, 2004, ISBN 978-88-20-03694-2.
- A Special Relationship (2003)
  -  Storia di noi due, traduzione di Gian Maria Giughese, Segrate, Sperling & Kupfer, 2003, ISBN 978-88-20-03559-4.
- State of the Union (2005)
  -  Una donna tranquilla, traduzione di Gian Maria Giughese, Segrate, Sperling & Kupfer, 2006, ISBN 978-88-20-04075-8.
- The Woman in the Fifth (2007)
  -  Margit, traduzione di Gian Maria Giughese, Segrate, Sperling & Kupfer, 2008, ISBN 978-88-20-04512-8.
- Leaving the World (2009)
  -  Il mio posto nel mondo, traduzione di Gian Maria Giughese, Segrate, Sperling & Kupfer, 2010, ISBN 978-88-20-04850-1.
- The Moment (2011)
- Five Days (2013)
- The Heat of Betrayal (2015)
- The Great Wide Open (2017; prima edizione in Francia come La Symphonie du hasard)
- Isabelle in the Afternoon (2020)
- Afraid Of The Light (2021)
- Flyover (2023; prima edizione in Francia come Et c'est ainsi que nous vivrons)

## Adattamenti cinematografici delle sue opere
- Benvenuti a Woop Woop (Welcome to Woop Woop), regia di Stephan Elliott (1997)
- Scatti rubati (L'Homme qui voulait vivre sa vie), regia di Éric Lartigau (2010)
- La Femme du Vème, regia di Paweł Pawlikowski (2011)